# Семёновка (Ржаксинский район)
Семёновка — село в Ржаксинском районе Тамбовской области России. Входит в Большержаксинский сельсовет.

## География
Расположено в 2 км к юго-западу от села Большая Ржакса, в 8 км к востоку от райцентра, пгт Ржакса, и в 86 км к юго-востоку от Тамбова.

## Население
| 2002 | 2010 |
| ---- | ---- |
| 399  | ↘356 |

Согласно результатам переписи 2002 года, в национальной структуре населения русские составляли 94 % от жителей.